# Josef Gazda
Josef Gazda (* 24. června 1956, Zlín) je český římskokatolický kněz, dlouholetý farář v Ostravě-Porubě a papežský kaplan.
Pochází z Tečovic. Vystudoval Cyrilometodějskou bohosloveckou fakultu v Litoměřicích a 27. června 1987 přijal v Olomouci kněžské svěcení. Poté působil jako farní vikář nejprve krátce v Karviné a následně v Hlučíně, odkud také excurrendo administroval farnost Ostrava-Hošťálkovice. Roku 1990 se stal farářem v Ostravě-Porubě a od roku 2000 také děkanem ostravského děkanátu. Za jeho působení byly postaveny tři nové kostely – kostel sv. Cyrila a Metoděje v Pustkovci, kostel sv. Antonína Paduánského ve Vřesině (oba 1998) a kostel sv. Hedviky Slezské v Krásném Poli (2001). Dne 26. srpna 2006 jej papež Benedikt XVI. jmenoval kaplanem Jeho Svatosti.